# ジョン・ベスター
ジョン・ベスター（John Bester, 1927年 - 2010年）は、英国イングランド生まれの日本文学翻訳家。

## 経歴
1945年、第二次世界大戦末期に、イギリス海軍の日本語通訳養成に応募し、日本語を学び始める。終戦後、ロンドン大学東洋アフリカ研究所（SOAS）の学部、大学院で学び、1953年に仏教研究を志して来日。やがて大学で教鞭を執ったり、朝日新聞社の英文季刊誌『ジャパン・クォータリー』の翻訳などに関わりながら、日本文学の英語への翻訳を手がけるようになり、1970年代半ば以降は翻訳に専念する。この間、井伏鱒二『黒い雨』、大江健三郎『万延元年のフットボール』ほか、多くの日本近現代文学の作品を英訳した。1980年には、阿川弘之の『山本五十六』を英訳した『The Reluctant Admiral』で日本翻訳出版文化賞を受賞した。
1990年、三島由紀夫『三熊野詣』の英訳と長年にわたる日本文学の翻訳紹介活動に対して第1回野間文芸翻訳賞を受賞した。
実子同然の日本人男性が東京都世田谷区に在住している。

## 著書
- Classic Bonsai of Japan （日本の盆栽）講談社インターナショナル、1989年

## 共著
- 『英語の行間を読む ニュアンスの読解術』岩垣守彦共著　ジャパンタイムズ　1992年
- 『告白―三島由紀夫未公開インタビュー』（講談社、2017年8月／講談社文庫、2019年11月）
1970年2月19日のジョン・ベスターによる未公開インタビュー対談を収録。三島「太陽と鉄」を併録。あとがき小島英人

## 翻訳
- 宮澤賢治「風の又三郎」「どんぐりと山猫」Winds and Wildcat Places　1967年
- 井伏鱒二『黒い雨』 Black Rain 1969年
- 鈴木重三、岡畏三郎『後期浮世絵』The Decadents 講談社インターナショナル、1969年
- 三島由紀夫『太陽と鉄』 Sun and Steel 1970年
- 円地文子『女坂』 The Waiting Years 1971年
- 土居健郎『「甘え」の構造』 The Anatomy of Dependence 1973年
- 大江健三郎『万延元年のフットボール』 The Silent Cry 1974年
- 吉行淳之介『暗室』 The Dark Room  1975年
- 阿川弘之『山本五十六』 The Reluctant Admiral  1979年
- 井伏鱒二『山椒魚』その他 Salamander and Other Stories 1981年
- 加藤周一『日本芸術論』Form,Style,Tradition : Reflections on Japanese Art and Society 講談社インターナショナル、1981年
- 長谷川如是閑『日本的性格』The Japanese Character : a Cultural Profile 講談社インターナショナル、1982年
- 三島由紀夫『三熊野詣』 Acts of Worship: Seven Stories  1989年
- 宮澤賢治作品集「セロ弾きのゴーシュ」ほか Once and Forever, the tales of Kenji Miyazawa  1993年
- 佐賀純一『浅草博徒一代』 Confessions of a Yakuza 1995年
- 妹尾河童『少年H』 A Boy Called H  1999年
- 足立恵子『英語で話す「キリスト教」Q&A』講談社インターナショナル　2001年

## 参考
1. 1 2  『告白　三島由紀夫未公開インタビュー』186頁
2. 1 2 3  “ジョン・ベスターさん 第1回野間翻訳賞を受ける”. 朝日新聞（朝刊・東京）. (1990年9月30日) - 聞蔵IIビジュアルにて閲覧
3. 1 2  “［インタビュー］第1回野間文芸翻訳賞のジョン・ベスター氏”. 読売新聞（夕刊・東京）:  p. 11. (1990年7月30日) - ヨミダス歴史館にて閲覧
4. ↑  “日本翻訳出版文化賞受賞作品”.   NPO法人 日本翻訳家協会. 2012年9月19日閲覧。
5. ↑  “野間文芸翻訳賞”.   講談社. 2012年9月19日閲覧。